# 1242
1242 (MCCXLII) je bilo navadno leto, ki se je po julijanskem koledarju začelo na sredo.

## Dogodki

### Mongolske osvojitve
- januar - Mongoli preidejo zamrzjeno Donavo. Ogrski kralj Béla IV. skupaj z družino in zakladnico pobegne v Avstrijo, kjer ga dozdevni zaveznik vojvoda Friderik II. Babenberški aretira, okrade in izsili od kralja nekaj obmejnih pokrajin. ↓
- → Kralj Béla IV. pobegne na Hrvaško. Mongolski general Kadan[1] ga preganja z dvema tumnoma[2]. Med pregonom proti Dalmaciji Mongoli osvojijo slabo utrjeni Zagreb (Gradec). Sledita dve verziji dogodkov:
  - Manj verjetna verzija: Bitka na Grobničkem Polju, združena hrvaška vojska pri Reki odločujoče porazi Mongole pod vodstvom Batu Kana, ki so se prisiljeni vrniti v vzhodno Evropo.[3]
  - Bolj verjetna verzija: Kadanovo nadaljevanje pregona  kralja Béle IV. proti Dalmaciji. Pregon se ustavi pred Kliško utrdbo pri Splitu, ki blokira dostop do Splita in bližnjega otoka Čiovo, kamor se je zatekel Béla IV.
- pomlad - Töregene katun, vdova umrlega vrhovnega kana Ögedeja, si zagotovi prevlado na mongolskem dvoru.

- pomlad - V Evropo dospe brzojavka o smrti vrhovnega kana Ögedeja[4]. 
  - Batu Kan je v skladu z zakonikom Jasa primoran prekiniti z vojaškimi operacijami po Evropi in s tem načrtovano invazijo proti Rimsko-nemškemu cesarstvu ter usmeri pozornost na imenovanje novega velikega kana. Njegovih namestnikov ta uredba ne zadeva, zato le-ti nadaljujejo s poskusi širitve Mongolskega imperija, vendar v manjšem obsegu. Mongolska vojska pobije ob odhodu vse vojne ujetnike. S sabo vodi v Mongolijo predvsem  mojstre v raznih obrteh.
  - Batu Kan z ustanovitvijo kanata Zlata horda končno definira svoj politični položaj v odnosu do ostalih delov Mongolije.
  - General Kadan opusti obleganje trdnjave Kliš in naredi ob umiku iz Dalmacije  ovinek skozi Bolgarijo, ki jo opustoši. Bolgarski car Kaliman Asen I. kapitulira in privoli v plačilo letnega tributa Zlati hordi.
- Batu Kan naredi red z ostanki kneževin Volških Bolgarov, ki jih je porazil pred šestimi leti in si jih tributarno podredi.
- maj - Po odhodu Mongolov se ogrski kralj Béla IV. vrne na opustošeno Ogrsko in prične z nujno obnovo ter pripravo na morebitno novo invazijo. Vzhodno od Donave so Mongoli pomorili več kot polovico prebivalstva.
  - Ker mu kronično primanjkuje denarja, kralj Béla IV. spodbuja priseljevanje Judov na Ogrsko in jim podeli polne državljanske pravice. Spodbuja tudi vrnitev Kumanov s podelitvijo polne avtonomije[5].
  - Béla IV. proglasi Zagreb za svobodno kraljevo mesto, mu podeli avtonomijo pod pogojem, da ga utrdijo. Temu zgledu sledijo številna mesta po Ogrskem.
- Zakaridska Armenija: mongolski general Baidžu, ki je nasledil leto dni prej umrlega generala Čormagana, začne z obsežno ofenzivo proti seldžuškemu Sultanatu Rum. Ofenziva je namenjena proti sultanu Kejhosrovu II., ki je po Ögedejevi smrti zadržal izplačilo tributa. Že isto leto pade mesto Karin. 1243 ↔
- Kitajska: ofenziva Mongolov pod vodstvom regentinje Töregene in njenega sina Güyüka proti dinastiji Južni Song. Mongoli zavzamejo mesto Hangzhou in vpadejo v Sečuan.

### Francija
- april - Francoski kralj Ludvik IX. zbere 50.000 glavo vojsko in jo povede proti Angležem v uporni grofiji Poitou.
- 28. maj - Katarski uporniki pokoljejo inkvizitorje v mestu Avignonet-Lauragais. Teden dni zatem sledi njegovo izobčenje in priprava nove križarske vojne proti. 1243 ↔
  - Ker se novi grof Foixa Roger IV. izreče za francoskega kralja Ludvika IX., mu touluški grof Rajmond VII. napove vojno.
- 6. junij - Pariz: požig več tisoč izvodov Talmuda, za katerega je umrli papež Gregor IX. menil, da je protikrščanski.
- 21. julij - Bitka pri Taillebourgu: francoska vojska kralja Ludvika IX. odločujoče premaga angleško vojsko pod vodstvom Henrika III., ki je s pomočjo upornih francoskih baronov poskušal obnoviti nekdanja angleška posestva v Franciji.↓
- 24. julij → Voditelj upornikov v grofiji Poitou baron Hugo X. Lusignanski se preda Ludviku IX.
- 30. oktober - Ludvik IX. da touluškemu grofu Rajmondu VII. še eno priložnost in z njim sklene mir.
- Dednino francosko-katalonskega grofa Nuña Sáncheza, ki ni zapustil potomcev, nasledi aragonski kralj Jakob I.[6].

### Ostalo
- 21. februar - Umrlega japonskega cesarja Šidža nasledi na Krizanteminem prestolu Go-Saga, 88. japonski cesar po seznamu.

- 5. april - Bitka na Čudskem jezeru: novgorodska vojska pod vodstvom Aleksandra Nevskega porazi vojsko Livonskega reda in s tem zaustavi njihovo nadaljnjo prodiranje na vzhod. 1243 ↔
- 15. maj - Po umoru delhijskega sultana iz Mameluške dinastije Muiz ud din Bahrama, ki je bil marioneta v rokah vojaških voditeljev, si le-ti izberejo za novo marioneto njegovega nečaka Ala ud din Masuda.
- 14. julij - Umrlega japonskega regenta in dejanskega vladarja Hodža Jasutokija nasledi vnuk Hodžo Tokijoro.
- 5. december - Umrlega abasidskega kalifa Al-Mustansirja nasledi Al-Mustasim, zadnji v linji bagdadskih abasidskih kalifov.
- Rimsko-nemški cesar Friderik II. prenese regentske pravice kar zadeva Nemčijo na češkega kralja Venčeslava I. in turinškega mejnega grofa Henrika Raspeja.
- Nemški mesti Kleve in Kiel dobita mestne pravice. Kiel prevzame zakone[7] mesta Lübeck, korak v postopnem oblikovanju trgovsko-politične zveze Hansa.
- Danska: začetek državljanske vojne med kraljem Erikom IV. in njegovim bratom schleswiškim vojvodom Abelom.
- Umrlega hibernonormanskega plemiča Richarda Móra de Burgha, 1. barona Connaughta, nasledi sin Walter de Burgh.
- Nikejski cesar Ivan III. Dukas Vatac odvzame Bolgarom Solun.
- Rekonkvista: portugalski kralj Sančo II. osvoji mavrska mesta Tavira, Alvor in Paderne, ki so še zadnja muslimanska mesta v mejah današnje Portugalske, preden bi posegel v interesno območje kraljevine Kastilije.
- Magreb: almohadskega kalifa Abd al-Vahida II. najdejo utopljenega v bazenu v palači. Zadnja leta je zaman poskušal preprečiti razpad nekdaj obsežnega imperija, ki je za časa njegove smrti obsegal zgolj osrednji Maroko. Na prestolu ga nasledi mlajši brat Al-Mutadid.
- Magreb: ifrikijski vladar Abu Zakarija iz dinastije Hafsidov osvoji zajanidski Tlemcen. Od zajanidskega vladarja Jagmurasana ibn Zijana zgolj zahteva vazalno prisego, vojsko in upravo pa pusti nedotaknjeno.
- Arabski egiptovski zdravnik Ibn al-Nafis prvi ugotovi ločenost srčnih prekatov in opiše krvni obtok po telesu, predvsem mali krvni obtok skozi pljuča.
- Angleški učenjak Roger Bacon opiše sestavo in delovanje smodnika.

## Rojstva
- 27. januar - Margareta Orgska, princesa, dominikanska redovnica in svetnica († 1270)
- 2. marec - Izabela Francoska, navarska kraljica († 1271)
- 24. julij - Kristina iz Stommelna, nemška krščanska mistikinja, begina († 1312)
- 15. december - Munetaka, japonski princ, 6. šogun († 1274)
- 25. junij - Beatrika Angleška, princesa, hči Henrika III. († 1275)
- Beatrika Kastiljska, portugalska kraljica († 1303)
- Janez I., vojvoda Braunschweig-Lüneburga († 1277)
- Janez Lezicij, slovenski astronom, astrolog
- Georgij Pachimer, bizantinski zgodovinar in filozof († 1310)
- Helena Angelina Doukaina, epirska princesa, sicilska regentinja († 1271)
- Viljem I., nemški plemič, grof Berga († 1308)

## Smrti
- 10. februar:
  - cesar Šidžo, 87. japonski cesar (* 1231)
  - Verdijana, italijanska puščavnica, svetnica (* 1182)
- 12. februar - Henrik VII. Nemški, nemški sokralj (* 1211)
- 15. maj - Muiz ud din Bahram, delhijski sultan
- 28. maj - Guillaume Arnaud, francoski dominikanski inkvizitor
- 1. julij - Čagataj, kan Čagatajskega kanata (* 1183)
- 14. julij - Hodžo Jasutoki, japonski regent, de facto vladar Japonske (* 1183)
- 7. oktober - cesar Džuntoku, 84. japonski cesar (* 1197)

Neznano
- 5. december - Al-Mustansir, abasidski kalif (* 1192)
- Abd al-Vahid II., almohadski kalif
- Blacasset, okcitanski trubadur
- Nuño Sánchez, katalonski grof Roussillona in Cerdagneja (* 1185)
- Peire Bremon Ricas Novas, provansalski trubadur
- Richard Mór de Burgh, hibernonormanski baron Connaughta (* 1194)